# Albert Spaggiari
Albert Spaggiari (Laragne, 14 dicembre 1932 – Hyères, 10 giugno 1989) è stato un criminale e militare francese di origine italiana, divenuto famoso per la grande rapina di Nizza, commessa ai danni di una delle più importanti banche francesi.

## Biografia
Nasce nel villaggio di Laragne, in Provenza, nel dipartimento delle Alte Alpi; rimane orfano di padre all'età di due anni e mezzo, dopo di che la madre si trasferisce nella cittadina di Hyères e si risposa con un uomo con il quale Spaggiari avrà cattivi rapporti.
Nel 1950 si arruola volontario nell'esercito francese che combatteva in Indocina; ritorna in patria quattro anni dopo, in stato di arresto, accusato di furto in un bordello di Saigon. Rilasciato nel 1957 in seguito ad un'amnistia, ritorna da sua madre a Hyères iniziando a condurre una normale vita borghese.
Conosce in questo periodo un'infermiera chiamata Marcelle Audi, che diventerà sua moglie; insieme si trasferiscono in Senegal, dove tuttavia non trovano fortuna finendo per ritornare in Francia nel 1960, trovando residenza a Nizza. In quest'epoca di intensi fermenti sociopolitici (soprattutto per quanto riguarda le colonie francesi, che richiedono con insistenza l'indipendenza da Parigi), Spaggiari entra nell'Organisation Armée Secrète, movimento politico di estrema destra che al tempo si schierava contro l'indipendenza dell'Algeria.
Nel novembre 1961 tenta di assassinare l'allora presidente Charles De Gaulle, colpevole agli occhi degli estremisti di destra di aver "abbandonato" l'Algeria francese piegandosi alle richieste di indipendenza degli algerini lasciando così "soli" circa 1.000.000 di coloni francesi (i cosiddetti "pieds noirs"). Un anno dopo viene nuovamente arrestato in seguito ad una perquisizione della polizia in un appartamento di Villefranche-sur-Mer, in Costa Azzurra, nel quale vengono rinvenute armi e un'attrezzatura per stampare dei volantini per l'O.A.S.. Rilasciato nel 1966, ritorna a Nizza e apre un piccolo negozio di fotografia, professione per la quale dimostrerà un certo talento. In questo periodo continua ad intrattenere rapporti con l'estremismo di destra francese: aderisce ad una organizzazione chiamata Fraternità Armata SS, compie diversi viaggi a Monaco di Baviera, considerata allora il centro del neonazismo europeo e, nel 1968, soggiorna a Praga durante il periodo della primavera di Praga.
Negli anni successivi si guadagna da vivere con la sua attività di fotografo e, aiutato anche dalle conoscenze politiche (sembra che l'O.A.S. fosse un'organizzazione ben rappresentata nelle alte sfere politico-amministrative nizzarde dell'epoca), arriva a contatto con l'alta società cittadina di allora, cominciando a vivere alla grande. Si stabilisce nel 1973 a Bézaudun-les-Alpes, località rurale a breve distanza da Nizza. Sfiorato l'arresto nuovamente nel 1974 a causa di certe sue frequentazioni, prende in affitto nel settembre dello stesso anno una cassetta di sicurezza nella filiale nizzarda della importante banca francese Société Générale, situata nella centralissima avenue Jean Médecin. Inizia a prendere forma nella sua mente il piano di una rapina, con l'utilizzo di una serie di gallerie della rete fognaria di Nizza, sfruttate per aprirsi un tunnel di 8 metri di lunghezza per arrivare in prossimità della parete posteriore del caveau della banca, dove sono situate le cassette di sicurezza.
I lunghissimi lavori (oltre a martelli pneumatici, martelli ed altro materiale, viene portato un filo elettrico di circa 400 metri che, collegato all'impianto elettrico del parcheggio sotterraneo poco distante dalla banca, permette alla banda di avere un impianto d'illuminazione e ventilazione lungo tutto il tunnel) raggiungono l'obiettivo il giorno 16 luglio 1976, dopo due mesi di lavori svolti nell'indifferenza generale delle forze di polizia; la razzia alle cassette di sicurezza si protrae per tutto il fine settimana, terminando solo la mattina presto di lunedì 19 luglio. Il bottino supera i cento milioni di franchi dell'epoca, cifra che fa definire questo colpo come la grande rapina di Nizza (o anche come la rapina del secolo). Viene arrestato per la rapina il mercoledì 27 ottobre 1976; i suoi interrogatori si protraggono, infruttuosi, fino al 10 maggio dell'anno successivo quando riesce ad evadere in maniera rocambolesca, saltando dalla finestra dell'ufficio del giudice presso il quale era stato portato per l'interrogatorio settimanale, dopo aver fatto uscire i poliziotti di scorta dalla stanza del giudice con la scusa di spiegare in privato al giudice come aveva fatto a fare la rapina.
La sua vita negli anni successivi è avvolta dal mistero; dopo l'evasione, si trasferisce dapprima in Italia, raggiungendo successivamente il Paraguay, accolto dal dittatore di estrema destra Alfredo Stroessner. In questo periodo vive alla grande, provocando in continuazione le polizie di tutto il mondo. Ricompare, in maniera teatrale, nel giugno del 1989, quando chiama la madre dall'Italia (o, secondo altri, dall'Austria), per confidarle di essere gravemente malato di un cancro alla gola; il giorno 10 giugno, all'alba, alcuni suoi amici lasciano il suo cadavere nella casa dell'anziana madre a Hyères. Viene inumato nel cimitero del borgo natale di Laragne.